# NVIDIA nView
nView是NVIDIA公司推出的多螢幕顯示技術。GeForce2 MX是第一個支援此技術的顯示核心，目前NVIDIA的所有顯示卡都支援該技術。專業級的nView軟體可將電腦畫面延伸至多個顯示器中，並將單一的大型顯示器或多個顯示器分成多個網格狀的較小顯示子系統，並可用多個虛擬桌面顯示。nView的顯示模式主要分為三種：单一模式：畫面显示在单个显示器上；复制模式：畫面被复制到各个显示器。水平跨越和垂直跨越模式：畫面被延伸到各个显示器。

## 外部連結
- nVIDIA nView 技術（页面存档备份，存于）